# Liste des voitures et wagons protégés aux monuments historiques
Cet article recense les voitures et wagons de chemin de fer de France classés ou inscrits aux monuments historiques.

## Méthodologie
La liste prend en compte les voitures, fourgons et wagons classés ou inscrits au titre des monuments historiques. La date correspond à l'année de protection, la localisation à leur dernier emplacement connu, ou leur emplacement actuel.

## Matériel à voie normale

### Voitures
| Commune                      | Lieu                                                                    | Désignation                                                                                        | Type                                           | Protection | Date de protection | Base Palissy    | Image                      |
| ---------------------------- | ----------------------------------------------------------------------- | -------------------------------------------------------------------------------------------------- | ---------------------------------------------- | ---------- | ------------------ | --------------- | -------------------------- |
| Barneville-Carteret          | Train touristique du Cotentin                                           | Voiture modernisée Sud-Est « Bruhat » B10tz 50 87 20-44 586-7                                      | Voiture à bogies                               | Classée    | 1994               | « PM50001369 »  | Image manquante Téléverser |
| Bitche                       | Train Touristique Sarreguemines Bitche (T2SB)                           | Voiture de banlieue Est A 50 87 12-07 622-5                                                        | Voiture à bogies                               | Classé     | 1990               | « PM90000096 »  | Image manquante Téléverser |
| Bitche                       | Train Touristique Sarreguemines Bitche (T2SB)                           | voiture de banlieue Est A 50 87 12-07 638-1                                                        | Voiture à bogies                               | Classée    | 1990               | « PM90000096 »  | Image manquante Téléverser |
| Bitche                       | Train Touristique Sarreguemines Bitche (T2SB)                           | voiture de banlieue Est B 50 87 22-07 690-0                                                        | Voiture à bogies                               | Classée    | 1990               | « PM90000096 »  | Image manquante Téléverser |
| Bitche                       | Train Touristique Sarreguemines Bitche (T2SB)                           | voiture de banlieue Est B 50 87 22-07 711-4                                                        | Voiture à bogies                               | Classée    | 1990               | « PM90000096 »  | Image manquante Téléverser |
| Bitche                       | Train Touristique Sarreguemines Bitche (T2SB)                           | voiture de banlieue Est BD 50 87 82-07 288-0                                                       | Voiture à bogies                               | Classée    | 1990               | « PM90000096 »  | Image manquante Téléverser |
| Bobigny                      | gare de Paris-Ourcq                                                     | Voiture salon-bar no 4160                                                                          | Voiture à bogies                               | Classée    | 1993               | « PM93000338 »  | Proposez une photo         |
| Bobigny                      | gare de Paris-Ourcq                                                     | voiture-salon Pullman CIWL no 4159 type « Côte d'Azur »                                            | Voiture à bogies                               | Classé     | 1993               | « PM93000337 »  | Image manquante Téléverser |
| Bobigny                      | gare de Paris-Ourcq                                                     | Voiture-restaurant CIWL no 2869                                                                    | Voiture à bogies                               | Classé     | 1993               | « PM93000336 »  | Proposez une photo         |
| Chaillevette                 | Train des mouettes                                                      | Voiture à sept compartiments A7yfi 5 ex-Ouest puis État puis SNCF                                  | Voiture à bogies                               | Classée    | 1991               | « PM77002030 »  | Proposez une photo         |
| Longueville (Seine-et-Marne) | Musée vivant du chemin de fer                                           | Allège postale PE 326 ex-Ouest, construite en 1898                                                 | Voiture à deux essieux                         | Classé     | 1998               | « PM77002215 »  | Proposez une photo         |
| Vigy                         | Chemin de fer touristique de la vallée de la Canner                     | Voiture « Boîte à tonnerre » A6tmpf 17105 ex-DRG puis SNCF                                         | Voiture à deux essieux                         | Classée    | 1987               | « PM57000407 »  | Proposez une photo         |
| Vigy                         | Chemin de fer touristique de la vallée de la Canner                     | Voiture « Boîte à tonnerre » B7tmpf 17240 ex-DRG puis SNCF                                         | Voiture à deux essieux et plateformes extrêmes | Classée    | 1987               | « PM57000407 »  | Proposez une photo         |
| Vigy                         | Chemin de fer touristique de la vallée de la Canner                     | Voiture « Boîte à tonnerre » B7tmpf 17243 ex-DRG puis SNCF                                         | Voiture à deux essieux et plateformes extrêmes | Classée    | 1987               | « PM57000407 »  | Proposez une photo         |
| Vigy                         | Chemin de fer touristique de la vallée de la Canner                     | Voiture à portières latérales de 4e classe, du réseau Alsace-Lorraine, construite en 1914          | Voiture à trois essieux                        | Classée    | 1987               | « PM57000407 »  | Image manquante Téléverser |
| Vigy                         | Chemin de fer touristique de la vallée de la Canner                     | Voiture à portières latérales C8²⁄₂tyf 14129 ex-Prusse, puis Alsace-Lorraine puis SNCF             | Voiture à bogies                               | Classée    | 1987               | « PM57000406 »  | Image manquante Téléverser |
| Burnhaupt-le-Haut            | Train Thur Doller Alsace                                                | Voiture « Palavas » Bf 103 ex-Chemins de fer de l'Hérault                                          | voiture à deux essieux et plateformes extrêmes | Classée    | 1990               | « IM68008141 »  | Image manquante Téléverser |
| Burnhaupt-le-Haut            | Train Thur Doller Alsace                                                | Voiture « Palavas » Bf 104 ex-Chemins de fer de l'Hérault                                          | voiture à deux essieux et plateformes extrêmes | Classée    | 1990               | « IM68008141 »  | Image manquante Téléverser |
| Burnhaupt-le-Haut            | Train Thur Doller Alsace                                                | Voiture « Palavas » Bf 105 ex-Chemins de fer de l'Hérault                                          | voiture à deux essieux et plateformes extrêmes | Classée    | 1990               | « IM68008141 »  | Image manquante Téléverser |
| Burnhaupt-le-Haut            | Train Thur Doller Alsace                                                | Voiture « Palavas » Bf 108 ex-Chemins de fer de l'Hérault                                          | voiture à deux essieux et plateformes extrêmes | Classée    | 1990               | « IM68008141 »  | Image manquante Téléverser |
| Burnhaupt-le-Haut            | Train Thur Doller Alsace                                                | voiture modernisée Sud-Est « trois pattes » A3B4 33 17 022                                         | voiture à trois essieux                        | Classée    | 2007               | « PM68000869 »  | Image manquante Téléverser |
| Burnhaupt-le-Haut            | Train Thur Doller Alsace                                                | Voiture modernisée Sud-Est « trois pattes » B6 23 17 605                                           | voiture à trois essieux                        | Classée    | 2007               | « PM68000870 »  | Image manquante Téléverser |
| Burnhaupt-le-Haut            | Train Thur Doller Alsace                                                | Voiture modernisée Sud-Est « trois pattes » B6 23 17 643                                           | voiture à trois essieux                        | Classée    | 2007               | « PM68000871 »  | Image manquante Téléverser |
| Burnhaupt-le-Haut            | Train Thur Doller Alsace                                                | Voiture modernisée Sud-Est « trois pattes » mixte B4Dtm 57925                                      | voiture à trois essieux                        | Classée    | 2020               | « PM68002113 »  | Image manquante Téléverser |
| Burnhaupt-le-Haut            | Train Thur Doller Alsace                                                | Voiture métallique Est mixte A3B4D 50 87 81-36 204-3, construite en 1936 par De Dietrich           | voiture à bogies                               | Classée    | 1987               | « PM54000154 »  | Image manquante Téléverser |
| Burnhaupt-le-Haut            | Train Thur Doller Alsace                                                | Voiture rapide Nord « Torpille » A8t 130, construite en 1927 par ANF, confiée au TTDA par le TVT   | voiture à bogies                               | Classée    | 2006               | « PM37001088 »  | Image manquante Téléverser |
| Saint-Quentin                | Chemin de fer touristique du Vermandois                                 | Voiture-lits type F no 3987 CIWL                                                                   | voiture à bogies                               | Classée    | 1988               | « PM02000721 »  | Image manquante Téléverser |
| Saint-Quentin                | Chemin de fer touristique du Vermandois                                 | Voiture Express Nord A3B4t 50 87 37-17 001-1                                                       | voiture à bogies                               | Classée    | 1988               | « PM02001181 »  | Image manquante Téléverser |
| Saint-Quentin                | Chemin de fer touristique du Vermandois                                 | Voiture Express Nord B9t 24939                                                                     | voiture à bogies                               | Classée    | 1988               | « PM02001181 »  | Image manquante Téléverser |
| Saint-Quentin                | Chemin de fer touristique du Vermandois                                 | Voiture Express Nord C11t 24916                                                                    | voiture à bogies                               | Classée    | 1988               | « PM02001181 »  | Image manquante Téléverser |
| Saint-Quentin                | Chemin de fer touristique du Vermandois                                 | Voiture Express Nord C11t 24866                                                                    | voiture à bogies                               | Classée    | 1988               | « PM02001181 »  | Image manquante Téléverser |
| Saint-Quentin                | Chemin de fer touristique du Vermandois                                 | Voiture Express Nord mixte C5Dt no 25106                                                           | voiture à bogies                               | Classée    | 1988               | « PM02001181 »  | Image manquante Téléverser |
| Guîtres                      | Train touristique de Guîtres à Marcenais                                | Voiture « Palavas » Bf 101 ex-Chemins de fer de l'Hérault                                          | Voiture à deux essieux et plateformes extrêmes | Classée    | 1990               | « PM30000861 »  | Proposez une photo         |
| Pithiviers                   | Musée des transports de Pithiviers                                      | Voiture-casernement sous-officiers no 14231, ancienne voiture-restaurant no 3347 de la CIWL        | Voiture à bogies                               | Classée    | 2003               | « PM78001237 »  | Image manquante Téléverser |
| Montval-sur-Loir             | Rotonde ferroviaire de Montabon                                         | Voiture-salle à manger no 14322, ancienne voiture-restaurant CIWL no 3351                          | Voiture à bogies                               | Classée    | 2003               | « PM78001238 »  | Image manquante Téléverser |
| Burnhaupt-le-Haut            | Train Thur Doller Alsace                                                | voiture à portières latérales C7tf 15062, ex-Alsace-Lorraine puis SNCF, confiée au TTDA par le TVT | voiture à trois essieux                        | Classée    | 2006               | « PM37001087 »  | Image manquante Téléverser |
| Sotteville-lès-Rouen         | Pacific Vapeur Club                                                     | voiture allégée État « Saucisson » B10 50 87 20-47 792-8, construite en 1937 par les EIC           | voiture à bogies                               | Classée    | 1990               | « PM76002143 »  | Image manquante Téléverser |
| Pacy-sur-Eure                | chemin de fer de la vallée de l'Eure                                    | Ambulant postal OCEM Payi 42907, construit en 1932, confié par le COPEF                            | Voiture à bogies                               | Classée    | 2002               | « PM78001174 »  | Image manquante Téléverser |
| Saint-Quentin                | Chemin de fer touristique du Vermandois                                 | Voiture rapide Nord « Torpille » B9 37 902                                                         | Voiture à bogies                               | Classée    | 1987               | « PM93000468 »  | Image manquante Téléverser |
| Saint-Quentin                | Chemin de fer touristique du Vermandois                                 | Voiture rapide Nord « Torpille » B9 37 903                                                         | Voiture à bogies                               | Classée    | 1987               | « PM93000469 »  | Image manquante Téléverser |
| Saint-Quentin                | Chemin de fer touristique du Vermandois                                 | Voiture rapide Nord « Torpille » B9 37 904                                                         | Voiture à bogies                               | Classée    | 1987               | « PM93000470 »  | Image manquante Téléverser |
| Oignies (Pas-de-Calais)      | Centre de la Mine et du Chemin de Fer (CMCF)                            | Voiture rapide Nord « Torpille » A4B4 37 033                                                       | Voiture à bogies                               | Classée    | 1987               | « PM93000068 »  | Image manquante Téléverser |
| Guîtres                      | Train touristique de Guîtres à Marcenais                                | voiture mixte fourgon Df 4 du Tramway de Bordeaux à Camarsac                                       | Voiture à deux essieux                         | Classée    | 1990               | « PM40000218 »  | Image manquante Téléverser |
| Chaillevette                 | Train des mouettes                                                      | voiture à portières latérales C6tf 15607 ex-Prusse, puis État puis SNCF                            | voiture à trois essieux                        | Classée    | 2016               | « PM17000871 »  | Image manquante Téléverser |
| Chaillevette                 | Train des mouettes                                                      | Voiture C7tfp 18891 ex-Bade, puis Alsace-Lorraine, puis SNCF                                       | voiture à deux essieux et plateformes extrêmes | Inscrite   | 2020               | « PM17002693 »  | Image manquante Téléverser |
| Chaillevette                 | Train des mouettes                                                      | Voiture à portières latérales mixte B2C4tf 10239 ex-Alsace-Lorraine puis SNCF                      | voiture à trois essieux essieux                | inscrite   | 2020               | « PM17002694 »  | Image manquante Téléverser |
| Elbeuf                       |                                                                         | Voiture B6 37930 ex-État puis SNCF                                                                 | voiture à deux essieux                         | Classée    | 1991               | « PM27002170 »  | Image manquante Téléverser |
| Saint-Jean-du-Gard           | Train à vapeur des Cévennes                                             | voiture « Bastille » A3B5 3107023-3 ex-DRG puis SNCF                                               | voiture à bogies                               | Classée    | 1990               | « PM30000690 »  | Image manquante Téléverser |
| Montpellier                  |                                                                         | Voiture « Palavas » Cfx 218 ex-Chemins de fer de l'Hérault                                         | voiture à deux essieux et plateformes extrêmes | Classée    | 1990               | « PM30000795 »  | Image manquante Téléverser |
| Palavas-les-Flots            | Musée Albert Dubout                                                     | Voiture « Palavas » Afx 11 ex-Chemins de fer de l'Hérault                                          | voiture à deux essieux et plateformes extrêmes | Classée    | 1990               | « PM30000862 »  | Image manquante Téléverser |
| Guîtres                      | Train touristique de Guîtres à Marcenais                                | Voiture « Palavas » Cfx 222 ex-Chemins de fer de l'Hérault                                         | voiture à deux essieux et plateformes extrêmes | Classée    | 1990               | « PM33000966 »  | Image manquante Téléverser |
| Guîtres                      | Train touristique de Guîtres à Marcenais                                | Voiture « Palavas » Cfx 225 ex-Chemins de fer de l'Hérault                                         | voiture à deux essieux et plateformes extrêmes | Classée    | 1990               | « PM33000966 »  | Image manquante Téléverser |
| Guîtres                      | Train touristique de Guîtres à Marcenais                                | Voiture « Palavas » Bf 106 ex-Chemins de fer de l'Hérault                                          | voiture à deux essieux et plateformes extrêmes | Classée    | 1990               | « PM33000967 »  | Image manquante Téléverser |
| Guîtres                      | Train touristique de Guîtres à Marcenais                                | Voiture « Palavas » Bf 115 ex-Chemins de fer de l'Hérault                                          | voiture à deux essieux et plateformes extrêmes | Classée    | 1990               | « PM33000967 »  | Image manquante Téléverser |
| Ungersheim                   | Écomusée d’Alsace                                                       | Voiture à étage BDkpe 07161 (BDx 60 87 99-07 009-9) ex-État puis SNCF                              | voiture à bogies                               | Classée    | 1987               | « PM37000375 »  | Image manquante Téléverser |
| Rannée                       |                                                                         | voiture D 79 ex-Chemin de fer de l'Est de Lyon                                                     | voiture à deux essieux                         | Classée    | 1990               | « PM38000491 »  | Image manquante Téléverser |
| Sabres (Landes)              | Marquèze                                                                | Voiture « Palavas » Cfx 219 ex-Chemins de fer de l'Hérault                                         | voiture à deux essieux et plateformes extrêmes | Classée    | 1990               | « PM40000237 »  | Image manquante Téléverser |
| Sabres (Landes)              | Marquèze                                                                | Voiture « Palavas » Cfx 220 ex-Chemins de fer de l'Hérault                                         | voiture à deux essieux et plateformes extrêmes | Classée    | 1990               | « PM40000237 »  | Image manquante Téléverser |
| Sabres (Landes)              | Marquèze                                                                | Voiture « Palavas » Cfx 227 ex-Chemins de fer de l'Hérault                                         | voiture à deux essieux et plateformes extrêmes | Classée    | 1990               | « PM40000237 »  | Image manquante Téléverser |
| Sabres (Landes)              | Marquèze                                                                | Voiture « Palavas » Cfx 228 ex-Chemins de fer de l'Hérault                                         | voiture à deux essieux et plateformes extrêmes | Classée    | 1990               | « PM40000237 »  | Image manquante Téléverser |
| Sabres (Landes)              | Marquèze                                                                | Voiture « Palavas » Cfx 229 ex-Chemins de fer de l'Hérault                                         | voiture à deux essieux et plateformes extrêmes | Classée    | 1990               | « PM40000237 »  | Image manquante Téléverser |
| Sabres (Landes)              | Marquèze                                                                | Voiture « Palavas » Cfx 230 ex-Chemins de fer de l'Hérault                                         | voiture à deux essieux et plateformes extrêmes | Classée    | 1990               | « PM40000237 »  | Image manquante Téléverser |
| Limoges                      | Train Vienne-Vézère-Vapeur                                              | Voiture OCEM RA C9myfi 54645 ex-PLM puis SNCF                                                      | voiture à bogies                               | Classée    | 1987               | « PM54001123 »  | Image manquante Téléverser |
| Charleville-Mézières         | Remise ferroviaire de Mohon                                             | voiture salon panoramique Ssmyfi 498 ex-Midi puis SNCF                                             | voiture à bogies                               | Classée    | 1987               | « PM54001125 »  | Image manquante Téléverser |
| Grandchamp (Yonne)           |                                                                         | Voiture métallique Est A8 37084                                                                    | voiture à bogies                               | Classée    | 1987               | « PM54001126 »  | Image manquante Téléverser |
| Toulouse                     | Train historique de Toulouse                                            | Voiture métallique Est A8 37102                                                                    | voiture à bogies                               | Classée    | 1987               | « PM54001127 »  | Image manquante Téléverser |
| Toulouse                     | Train historique de Toulouse                                            | Voiture métallique Est B11 37244                                                                   | voiture à bogies                               | Classée    | 1987               | « PM54001127 »  | Image manquante Téléverser |
| Toulouse                     | Train historique de Toulouse                                            | Voiture métallique Est B11 37248                                                                   | voiture à bogies                               | Classée    | 1987               | « PM54001127 »  | Image manquante Téléverser |
| Toulouse                     | Train historique de Toulouse                                            | Voiture métallique Est A3½B5 36077                                                                 | voiture à bogies                               | Classée    | 1987               | « PM54001127 »  | Image manquante Téléverser |
| Toulouse                     | Train historique de Toulouse                                            | Voiture métallique Est mixte fourgon B5D 37551                                                     | voiture à bogies                               | Classée    | 1987               | « PM54001127 »  | Image manquante Téléverser |
| Boulazac Isle Manoire        |                                                                         | Voiture OCEM RA C9myfi 54650 ex-PLM puis SNCF                                                      | voiture à bogies                               | Classée    | 1987               | « PM54001333 »  | Proposez une photo         |
| Cosne-Cours-sur-Loire        | Amicale des Anciens et Amis de la Traction Vapeur (Centre Val de Loire) | Allège postale OCEM FL PE 695                                                                      | voiture à bogies                               | Classée    | 2002               | « PM58000622 »  | Image manquante Téléverser |
| Cosne-Cours-sur-Loire        | Amicale des Anciens et Amis de la Traction Vapeur (Centre Val de Loire) | Voiture métallisée mixte fourgon A4Dd 50 87 81 30 415-1 ex-PLM puis SNCF                           | voiture à bogies                               | Classée    | 2003               | « PM58000624 »  | Image manquante Téléverser |
| Cosne-Cours-sur-Loire        | Amicale des Anciens et Amis de la Traction Vapeur (Centre Val de Loire) | voiture Bacalan B11 50 87 21 37 527-4 ex-PLM puis SNCF                                             | voiture à bogies                               | Classée    | 2003               | « PM58000625 »  | Proposez une photo         |
| La Sauve                     | Le train de La Sauve                                                    | Voiture Bacalan B11 51 87 21 37-502-1 ex-PLM puis SNCF                                             | voiture à bogies                               | Classée    | 1987               | « PM63000349 »  | Image manquante Téléverser |
| Clermont-Ferrand             | Train à vapeur d'Auvergne                                               | Voiture Bacalan B11 51 87 21-37 510-4 ex-PLM puis SNCF                                             | voiture à bogies                               | Classée    | 1987               | « PM63001948 »  | Image manquante Téléverser |
| La Sauve                     | Le train de la Sauve                                                    | Voiture Bacalan B11 51 87 21-37 513-8 ex-PLM puis SNCF                                             | voiture à bogies                               | Classée    | 1987               | « PM63001949 »  | Image manquante Téléverser |
| Clermont-Ferrand             | Train à vapeur d'Auvergne                                               | Voiture Bacalan B11 51 87 21-37 519-5 ex-PLM puis SNCF                                             | voiture à bogies                               | Classée    | 1987               | « PM63001950 »  | Image manquante Téléverser |
| Clermont-Ferrand             | Train à vapeur d'Auvergne                                               | Voiture Bacalan B11 51 87 21-37 533-6 ex-PLM puis SNCF                                             | voiture à bogies                               | Classée    | 1987               | « PM63001951 »  | Image manquante Téléverser |
| Petite-Rosselle              | La Mine, musée du carreau Wendel                                        | voiture Romilly B7Dt 74638                                                                         | voiture à bogies                               | Classée    | 1994               | « PM67000678 »  | Image manquante Téléverser |
| Petite-Rosselle              | La Mine, musée du carreau Wendel                                        | voiture Romilly B9½tz 50 87 29-07 439-5                                                            | voiture à bogies                               | Classée    | 1994               | « PM67000678 »  | Image manquante Téléverser |
| Sotteville-lès-Rouen         | Pacific Vapeur Club                                                     | Ambulant postal PAmyfi 196                                                                         | voiture à bogies                               | Classé     | 2004               | « PM76003144 »  | Image manquante Téléverser |
| Sotteville-lès-Rouen         | Pacific Vapeur Club                                                     | Voiture OCEM PL A8 50 87 18-37 271-9 ex-État puis SNCF                                             | voiture à bogies                               | Classée    | 2004               | « PM76003145 »  | Image manquante Téléverser |
| Sotteville-lès-Rouen         | Pacific Vapeur Club                                                     | Voiture OCEM PL B10 50 87 20-44 062-9 ex-État puis SNCF                                            | voiture à bogies                               | Classée    | 2004               | « PM76003146 »  | Image manquante Téléverser |
| Sotteville-lès-Rouen         | Pacific Vapeur Club                                                     | Voiture OCEM PL B10 50 87 20-44 131-2 ex-État puis SNCF                                            | voiture à bogies                               | Classée    | 2004               | « PM76003147 »  | Image manquante Téléverser |
| Longueville (Seine-et-Marne) | Musée vivant du chemin de fer                                           | Voiture OCEM « Talbot » BDx 50 87 82-47 248-6                                                      | voiture à bogies                               | Classée    | 1988               | « PM77000977 »  | Image manquante Téléverser |
| Longueville (Seine-et-Marne) | Musée vivant du chemin de fer                                           | Voiture OCEM « Talbot » A 50 87 12-47 085-7                                                        | voiture à bogies                               | Classée    | 1988               | « PM77000977 »  | Image manquante Téléverser |
| Longueville (Seine-et-Marne) | Musée vivant du chemin de fer                                           | Voiture OCEM « Talbot » 50 87 22-17 251-9                                                          | voiture à bogies                               | Classée    | 1988               | « PM77000977 »  | Image manquante Téléverser |
| Longueville (Seine-et-Marne) | Musée vivant du chemin de fer                                           | Voiture OCEM « Talbot »B 50 87 22-20 256-3                                                         | voiture à bogies                               | Classée    | 1988               | « PM77000977 »  | Image manquante Téléverser |
| Longueville (Seine-et-Marne) | Musée vivant du chemin de fer                                           | Voiture OCEM « Talbot » B 50 87 22-20 240-7                                                        | voiture à bogies                               | Classée    | 1988               | « PM77000977 »  | Image manquante Téléverser |
| Longueville (Seine-et-Marne) | Musée vivant du chemin de fer                                           | Voiture OCEM « Talbot » B 50 87 22-17 151-1                                                        | voiture à bogies                               | Classée    | 1988               | « PM77000977 »  | Image manquante Téléverser |
| Longueville (Seine-et-Marne) | Musée vivant du chemin de fer                                           | Voiture OCEM « Talbot » BDx 50 87 82-20 207-3                                                      | voiture à bogies                               | Classée    | 1988               | « PM77000977 »  | Image manquante Téléverser |
| Longueville (Seine-et-Marne) | Musée vivant du chemin de fer                                           | Voiture-couchettes A7c7myfi 5315 ex-PLM puis SNCF                                                  | voiture à bogies                               | Classée    | 1991               | « PM77002031 »  | Image manquante Téléverser |
| Longueville (Seine-et-Marne) | Musée vivant du chemin de fer                                           | voiture lits-salon A2c2L3g2yfi 181 ex-PLM puis SNCF                                                | voiture à bogies                               | Classée    | 1991               | « PM77002032 »  | Image manquante Téléverser |
| Longueville (Seine-et-Marne) | Musée vivant du chemin de fer                                           | Voiture métallique Est B9yfi 5081                                                                  | voiture à bogies                               | Classée    | 1991               | « PM77002033 »  | Image manquante Téléverser |
| Longueville (Seine-et-Marne) | Musée vivant du chemin de fer                                           | Voiture métallique Est A3B4Ezyfi 3451                                                              | voiture à bogies                               | Classée    | 1991               | « PM77002034 »  | Image manquante Téléverser |
| Longueville (Seine-et-Marne) | Musée vivant du chemin de fer                                           | Voiture métallique Est B4Dyi 5219                                                                  | voiture à bogies                               | Classée    | 1991               | « PM77002035 »  | Image manquante Téléverser |
| Longueville (Seine-et-Marne) | Musée vivant du chemin de fer                                           | Voiture OCEM PL C10c4yfi 19200 ex-État puis SNCF                                                   | voiture à bogies                               | Classée    | 1991               | « PM77002036 »  | Image manquante Téléverser |
| Longueville (Seine-et-Marne) | Musée vivant du chemin de fer                                           | Voiture OCEM PL C10yfi 11310 ex-État puis SNCF                                                     | voiture à bogies                               | Classée    | 1991               | « PM77002037 »  | Image manquante Téléverser |
| Longueville (Seine-et-Marne) | Musée vivant du chemin de fer                                           | Voiture OCEM PL B9c9yfi 5805 ex-PLM puis SNCF                                                      | voiture à bogies                               | Classée    | 1991               | « PM77002038 »  | Image manquante Téléverser |
| Longueville (Seine-et-Marne) | Musée vivant du chemin de fer                                           | Voiture OCEM PL A3B5yfi 3474 ex-État puis SNCF                                                     | voiture à bogies                               | Classée    | 1991               | « PM77002039 »  | Image manquante Téléverser |
| Longueville (Seine-et-Marne) | Musée vivant du chemin de fer                                           | voiture-couchettes A¹²⁄₂c¹²⁄₂yfi 582 ex-PLM puis SNCF                                              | voiture à bogies                               | Classée    | 1991               | « PM77002040 »  | Image manquante Téléverser |
| Longueville (Seine-et-Marne) | Musée vivant du chemin de fer                                           | Voiture OCEM PL A8yfi 613 ex-Alsace-Lorraine puis SNCF                                             | voiture à bogies                               | Classée    | 1991               | « PM77002041 »  | Image manquante Téléverser |
| Longueville (Seine-et-Marne) | Musée vivant du chemin de fer                                           | Voiture OCEM RA A8yfi 561 ex-PLM puis SNCF                                                         | voiture à bogies                               | Classée    | 1991               | « PM77002042 »  | Image manquante Téléverser |
| Longueville (Seine-et-Marne) |                                                                         | voiture-lits type Z no 3662 de la CIWL                                                             | voiture à bogies                               | Classée    | 1993               | « PM77002045 »  | Image manquante Téléverser |
| Longueville (Seine-et-Marne) | Musée vivant du chemin de fer                                           | voiture-salon Pullman CIWL no 4155 type « Côte d’Azur »                                            | voiture à bogies                               | Classée    | 1993               | « PM77002046 »  | Image manquante Téléverser |
| Longueville (Seine-et-Marne) | Musée vivant du chemin de fer                                           | voiture-salon Pullman CIWL no 4038 type « Flèche d’Or »                                            | voiture à bogies                               | Classée    | 1993               | « PM77002047 »  | Image manquante Téléverser |
| Mulhouse                     | Cité du Train                                                           | voiture-lits type YTb no 3927 de la CIWL                                                           | voiture à bogies                               | Classée    | 1993               | « PM77002049 »  | Image manquante Téléverser |
| Longueville (Seine-et-Marne) | Musée vivant du chemin de fer                                           | voiture-restaurant no 4207 de la CIWL                                                              | voiture à bogies                               | Classée    | 1993               | « PM77002050 »  | Image manquante Téléverser |
| Longueville (Seine-et-Marne) | Musée vivant du chemin de fer                                           | voiture-lits type Lx no 3519 de la CIWL                                                            | voiture à bogies                               | Classée    | 1993               | « PM77002051 »  | Image manquante Téléverser |
| Longueville (Seine-et-Marne) | Musée vivant du chemin de fer                                           | voiture-salon Pullman CIWL no 4024 type « Flèche d’Or »                                            | voiture à bogies                               | Classée    | 1993               | « PM77002052 »  | Image manquante Téléverser |
| Longueville (Seine-et-Marne) | Musée vivant du chemin de fer                                           | Ambulant postal PA 217 ex-Nord, construit par De Dietrich en 1896                                  | voiture à bogies                               | Classé     | 1998               | « PM77002214 »  | Image manquante Téléverser |
| Longueville (Seine-et-Marne) | Musée vivant du chemin de fer                                           | voiture-salon no 10 ex-PLM puis SNCF                                                               | voiture à bogies                               | Classée    | 2010               | « PM77002254 »  | Image manquante Téléverser |
| Mortagne-sur-Sèvre           | Chemin de Fer de la Vendée                                              | Voiture « Chef de Corps » no 14336, ancienne voiture-salon Pullman CIWL no 4150 type Côte d'Azur   | voiture à bogies                               | inscrite   | 2003               | « PM78001235 »  | Image manquante Téléverser |
| Versailles                   | 5e régiment du génie                                                    | voiture-dortoir no 14201, ancienne voiture-restaurant no 2825 CIWL                                 | voiture à bogies                               | inscrite   | 2003               | « PM78001236 »  | Image manquante Téléverser |
| Versailles                   | 5e régiment du génie                                                    | Voiture-magasin blindé no 14331, ancienne voiture-lits type S2 no 2894 de la CIWL                  | voiture à bogies                               | inscrite   | 2003               | « PM78001239 »  | Image manquante Téléverser |
| Versailles                   | 5e régiment du génie                                                    | Voiture sanitaire no 14345, ancienne voiture-lits type S2 no 2896 de la CIWL                       | voiture à bogies                               | inscrite   | 2003               | « PM78001244 »  | Image manquante Téléverser |
| Versailles                   | 5e régiment du génie                                                    | Voiture de cantonnement no 14161                                                                   | voiture à bogies                               | inscrite   | 2005               | « PM78002134 »  | Image manquante Téléverser |
| Versailles                   | 5e régiment du génie                                                    | Voiture-dortoir no 14162                                                                           | voiture à bogies                               | inscrite   | 2003               | « PM78002135– » | Image manquante Téléverser |
| Achères (Yvelines)           | Amicale des agents de Paris-Saint-Lazare                                | Ambulant postal UIC PA 50 87 00-77 014-4                                                           | voiture à bogies                               | Classée    | 2024               | « PM92000480 »  | Image manquante Téléverser |
| Longueville (Seine-et-Marne) | Musée vivant du chemin de fer                                           | Voiture à portières latérales A3B4ty 20005 ex-Nord                                                 | voiture à bogies                               | Classée    | 1987               | « PM93000067 »  | Image manquante Téléverser |
| Saint-Fargeau (Yonne)        | Château de Saint-Fargeau                                                | Voiture à portières latérales C6t 15265 ex-Est puis SNCF                                           | voiture à bogies                               | Classée    | 1987               | « PM93000091 »  | Image manquante Téléverser |
| Cosne-Cours-sur-Loire        | Amicale des Anciens et Amis de la Traction Vapeur (Centre Val de Loire) | Voiture DEV AO B9c9 40175                                                                          | voiture à bogies                               | Classée    | 1990               | « PM93000299 »  | Image manquante Téléverser |
| Bobigny                      | gare de Paris-Ourcq                                                     | Voiture-salon Pullman CIWL no 4151D                                                                | voiture à bogies                               | Classée    | 1993               | « PM93000335 »  | Image manquante Téléverser |
| Longueville (Seine-et-Marne) | Musée vivant du chemin de fer                                           | Voiture à portières latérales C6t 15267 ex-Est puis SNCF                                           | voiture à deux essieux                         | Classée    | 1987               | « PM93000466 »  | Image manquante Téléverser |
| Oignies (Pas-de-Calais)      | Centre de la Mine et du Chemin de Fer (CMCF)                            | Voiture rapide Nord « Torpille » A5Dd 51 87 81-37 284-3                                            | voiture à bogies                               | Classée    | 1987               | « PM93000467 »  | Image manquante Téléverser |
| Longueville (Seine-et-Marne) | Musée vivant du chemin de fer                                           | Voiture à portières latérales B8tyf 26068 ex-Nord puis SNCF                                        | voiture à bogies                               | Classée    | 1987               | « PM93000471 »  | Image manquante Téléverser |
| Longueville (Seine-et-Marne) | Musée vivant du chemin de fer                                           | Voiture à portières latérales B8tyf 26062 ex-Nord                                                  | voiture à bogies                               | Classée    | 1987               | « PM93000472 »  | Image manquante Téléverser |

### Fourgons
| Commune                      | Lieu                                                                    | Désignation | Type                    | Protection | Date de protection | Base Palissy   | Image                      |
| ---------------------------- | ----------------------------------------------------------------------- | --- | ----------------------- | ---------- | ------------------ | -------------- | -------------------------- |
| Chaillevette                 | Train des mouettes                                                      | fourgon SNCF type M, 40 87 949 1 866-9 U                                                                         | Fourgon à deux essieux  | Classé     | 2013               | « PM17000865 » | Proposez une photo         |
| Chaillevette                 | Train des mouettes                                                      | fourgon M 934067 ex-Compagnie des chemins de fer de l'Ouest                                                      | Fourgon à deux essieux  | Classé     | 1994               | « PM13001215 » | Proposez une photo         |
| Saint-Quentin                | Chemin de fer touristique du Vermandois                                 | Fourgon type Night Ferry Dd2f 26417 au gabarit britannique ex-Nord puis SNCF                                     | fourgon à deux essieux  | Classé     | 1993               | « PM02000720 » | Image manquante Téléverser |
| Saint-Quentin                | Chemin de fer touristique du Vermandois                                 | Fourgon Rapide Nord « Torpille » DD4s 40206                                                                      | fourgon à bogies        | Classé     | 1988               | « PM02001181 » | Image manquante Téléverser |
| Longueville (Seine-et-Marne) | Musée vivant du chemin de fer                                           | Fourgon type « Orient Express » de la CIWL no 1270                                                               | fourgon à bogies        | Classé     | 1993               | « PM77002048 » | Proposez une photo         |
| Cosne-Cours-sur-Loire        | Amicale des Anciens et Amis de la Traction Vapeur (Centre Val de Loire) | Fourgon métallisé Est Dd2s 50 87 95-40 115-9                                                                     | fourgon à bogies        | Classé     | 2003               | « PM58000623 » | Image manquante Téléverser |
| Bourgogne                    |                                                                         | Fourgon Dp 27001 ex-PLM, construit en 1910                                                                       | fourgon à trois essieux | Inscrit    | 2019               | « PM13003128 » | Image manquante Téléverser |
| Toulouse                     | Train historique de Toulouse                                            | Fourgon chaudière C-958 ex-SNCF                                                                                  | fourgon à deux essieux  | Classé     | 1998               | « PM31001389 » | Image manquante Téléverser |
| Burnhaupt-le-Haut            | Train Thur Doller Alsace                                                | Fourgon serre-frein Df 101, ex-Compagnie des chemins de fer de l'Est                                             | fourgon à deux essieux  | Classé     | 1990               | « PM68000040 » | Image manquante Téléverser |
| Saint-Symphorien (Gironde)   |                                                                         | Fourgon Df 832, ex-Réseau des Landes, de la Gironde et du Blayais                                                | fourgon à deux essieux  | Classé     | 1993               | « PM33000963 » | Image manquante Téléverser |
| Longueville                  | Musée vivant du chemin de fer                                           | Fourgon Dqd 26164, ex-Compagnie des chemins de fer de l'Est                                                      | fourgon à deux essieux  | Classé     | 1987               | « PM93000473 » | Image manquante Téléverser |
| Connerré                     | Chemin de fer touristique de la Sarthe                                  | Fourgon DFL 4, ex-Chemin de fer Mamers - Saint-Calais                                                            | fourgon à deux essieux  | Classé     | 1990f              | « PM72001124 » | Image manquante Téléverser |
| Guîtres                      | Train touristique de Guîtres à Marcenais                                | fourgon Df 808, ex-Société générale des chemins de fer économiques, construit par Desouches, David & Cie en 1883 | fourgon à deux essieux  | Classé     | 1990               | « PM40000217 » | Image manquante Téléverser |
| Saint-Jean-du-Gard           | Train à vapeur des Cévennes                                             | fourgon OCEM DPmyi 37413, ex-Midi puis SNCF                                                                      | fourgon à bogies        | classé     | 1990               | « PM54001042 » | Image manquante Téléverser |

### Wagons
| Commune                 | Lieu                                                | Désignation | Type                           | Protection | Date de protection | Base Palissy   | Image                      |
| ----------------------- | --------------------------------------------------- | --- | ------------------------------ | ---------- | ------------------ | -------------- | -------------------------- |
| Besse-sur-Issole        | Train touristique du centre-Var                     | Wagon couvert Ksuw 227995, ex-Midi puis SNCF, construit par Dyle et Bacalan en 1914                                                                  | Wagon couvert à deux essieux   | Classé     | 1992               | « PM06001287 » | Image manquante Téléverser |
| Denain                  | Cercle d'Études Ferroviaires Nord                   | Wagon couvert K 378227 ex-PLM puis SNCF | Wagon couvert à deux essieux   | Classé     | 1994               | « PM58000599 » | Image manquante Téléverser |
| Champagne-sur-Vingeanne | Vélorail de la Vingeanne                            | Wagon couvert Kw 70903, ex-Ouest | Wagon couvert à deux essieux   | Classé     | 1994               | « PM58000598 » | Image manquante Téléverser |
| Connerré                | Chemin de fer touristique de la Sarthe              | Wagon couvert K 15, ex-Chemin de fer Mamers - Saint-Calais                                                                                           | wagon couvert à deux essieux   | Classé     | 1990               | « PM72001392 » | Proposez une photo         |
| Connerré                | Chemin de fer touristique de la Sarthe              | Wagon couvert K 13, ex-Chemin de fer Mamers - Saint-Calais                                                                                           | wagon couvert à deux essieux   | Classé     | 1990               | « PM72001391 » | Proposez une photo         |
| Connerré                | Chemin de fer touristique de la Sarthe              | Wagon couvert K 12, ex-Chemin de fer Mamers - Saint-Calais                                                                                           | wagon couvert à deux essieux   | Classé     | 1990               | « PM72001126 » | Proposez une photo         |
| Drancy                  | Mémorial de Drancy                                  | Wagon couvert type OCEM 29, KKuw 215941 ex-SNCF | wagon couvert à deux essieux   | Classé     | 1990               | « PM93000057 » | Proposez une photo         |
| Chaillevette            | Train des mouettes                                  | Wagon couvert type État I, Kf 350854, ex-État puis SNCF                                                                                              | Wagon couvert à deux essieux   | Classé     | 2006               | « PM37001089 » | Image manquante Téléverser |
| Guîtres                 | Train touristique de Guîtres à Marcenais            | wagon couvert K 1036 ex-Réseau des Landes, de la Gironde et du Blayais                                                                               | Wagon couvert à deux essieux   | Classé     | 1990               | « PM40000220 » | Image manquante Téléverser |
| Guîtres                 | Train touristique de Guîtres à Marcenais            | Wagon couvert K 1521 ex-Réseau des Landes, de la Gironde et du Blayais                                                                               | Wagon couvert à deux essieux   | Classé     | 1990               | « PM40000220 » | Image manquante Téléverser |
| Saint-Symphorien        |                                                     | Wagon couvert K 1701 ex-Réseau des Landes, de la Gironde et du Blayais                                                                               | Wagon couvert à deux essieux   | Classé     | 1990               | « PM33000965 » | Image manquante Téléverser |
| Saint-Symphorien        |                                                     | wagon couvert K 1037 ex-Réseau des Landes, de la Gironde et du Blayais                                                                               | Wagon couvert à deux essieux   | Classé     | 1990               | « PM33000964 » | Image manquante Téléverser |
| Saint-Symphorien        |                                                     | wagon couvert K 1047 ex-Réseau des Landes, de la Gironde et du Blayais                                                                               | Wagon couvert à deux essieux   | Classé     | 1990               | « PM33000964 » | Image manquante Téléverser |
| Saint-Valery-sur-Somme  | Chemin de fer de la baie de Somme                   | Wagon plat NNTouw 82717 Q-42 ex-Est puis SNCF, construit par Ateliers de construction du Nord de la France et Nicaise et Delcuve entre 1906 et 1909. | Wagon plat à deux essieux      | Classé     | 1990               | « PM10003011 » | Proposez une photo         |
| Saint-Valery-sur-Somme  | Chemin de fer de la baie de Somme                   | Wagon-citerne à goudron SC 967391 ex-PLM puis SNCF, construit par Blanc-Misseron en 1910.                                                            | Wagon-citerne à deux essieux   | Classé     | 1990               | « PM67000393 » | Proposez une photo         |
| Saint-Valery-sur-Somme  | Chemin de fer de la baie de Somme                   | Wagon-citerne SC 50330 ex-État puis SNCF, construit par Waggonfabrik AG vorm. P. Herbrand & Co (à Köln-Ehrenfeld) en 1915.                           | Wagon-citerne à deux essieux   | Classé     | 1990               | « PM76002152 » | Proposez une photo         |
| Saint-Valery-sur-Somme  | Chemin de fer de la baie de Somme                   | Wagon tombereau type OCEM 29 Tw 754290 ex-Est puis SNCF, construit par Baume et Marpent en 1931.                                                     | Wagon tombereau à essieux      | Classé     | 1990               | « PM10003012 » | Proposez une photo         |
| Saint-Valery-sur-Somme  | Chemin de fer de la baie de Somme                   | Wagon couvert type État II K 209613 ex-État puis SNCF, construit en 1919.                                                                            | Wagon couvert à deux essieux   | Classé     | 1990               | « PM95000801 » | Proposez une photo         |
| Tergnier                | Triage SNCF                                         | Wagon couvert type Standard A, KKuw 231188, ex-SNCF                                                                                                  | Wagon couvert à deux essieux   | Classé     | 1990               | « PM02000240 » | Image manquante Téléverser |
| Tergnier                | Triage SNCF                                         | Wagon citerne type État II, SC-955607, ex-État puis SNCF                                                                                             | Wagon citerne à deux essieux   | Classé     | 1990               | « PM02000241 » | Image manquante Téléverser |
| Versailles              | 5e régiment du génie                                | Wagon couvert blindé, no 193302 (SNCF), no 49 (Chemilly)                                                                                             | Wagon couvert à deux essieux   | Classé     | 2003               | « PM78001223 » | Image manquante Téléverser |
| Versailles              | 5e régiment du génie                                | Wagon couvert, no 9 (Chemilly) | Wagon couvert à deux essieux   | Classé     | 2003               | « PM78001222 » | Image manquante Téléverser |
| Versailles              | 5e régiment du génie                                | Wagon couvert K 386508, no 8 (Chemilly), ex-PLM puis SNCF                                                                                            | Wagon couvert à deux essieux   | Classé     | 2003               | « PM78001221 » | Image manquante Téléverser |
| Versailles              | 5e régiment du génie                                | Wagon couvert, K 371236, no 6 (Chemilly), ex-PLM puis SNCF                                                                                           | Wagon couvert à deux essieux   | Classé     | 2003               | « PM78001220 » | Image manquante Téléverser |
| Versailles              | 5e régiment du génie                                | Wagon couvert, K 384558 (PLM), no 2 (Chemilly), ex-PLM puis SNCF                                                                                     | Wagon couvert à deux essieux   | Classé     | 2003               | « PM78001218 » | Image manquante Téléverser |
| Versailles              | 5e régiment du génie                                | Wagon couvert K 191863, no 24, ex-Est | Wagon couvert à deux essieux   | Classé     | 2003               | « PM78001216 » | Image manquante Téléverser |
| Versailles              | 5e régiment du génie                                | Wagon plat ex-US Army Transportation Corps NNtyn 21894 construit en 1942 par American Car and Foundry Company                                        | Wagon plat à bogies            | Classé     | 1990               | « PM58000229 » | Image manquante Téléverser |
| Versailles              | 5e régiment du génie                                | Wagon couvert type Standard A devenu wagon-casernement no 22343                                                                                      | Wagon couvert à deux essieux   | inscrit    | 2003               | « PM78001250 » | Image manquante Téléverser |
| Volgelsheim             | Chemin de fer touristique du Rhin                   | Wagon couvert no 56136 | Wagon couvert à deux essieux   | Classé     | 1990               | « PM68000436 » | Image manquante Téléverser |
| Auxonne                 |                                                     | Wagon plat à bord bas no 177004, ex-PLM | Wagon plat à deux essieux      | Classé     | 1990               | « PM21002623 » | Image manquante Téléverser |
| Chartres-de-Bretagne    |                                                     | Wagon plat no 103923 ex-Compagnie du chemin de fer de Paris à Orléans                                                                                | Wagon plat à deux essieux      | Classé     | 1994               | « PM13001214 » | Image manquante Téléverser |
| Miramas                 |                                                     | Wagon plat type Armistice 1918, no 107 | Wagon plat à deux essieux      | Classé     | 1995               | « PM13001211 » | Image manquante Téléverser |
| Chartres-de-Bretagne    |                                                     | Wagon plat LL-17631 ex-Nord puis SNCF | Wagon plat à deux essieux      | Classé     | 1992               | « PM13001074 » | Image manquante Téléverser |
| Miramas                 |                                                     | Wagon plat type OCEM 29, Jho 103458 ex-PLM puis SNCF                                                                                                 | Wagon plat à deux essieux      | Classé     | 1992               | « PM13001070 » | Image manquante Téléverser |
| Nîmes                   | Musée du Chemin de Fer de Nîmes                     | Wagon couvert type Armistice 1918, à vigie, construit en 1919                                                                                        | Wagon couvert à deux essieux   | Classé     | 1990               | « PM13001073 » | Image manquante Téléverser |
| Burnhaupt-le-Haut       | Train Thur Doller Alsace                            | Wagon tombereau T 1185, ex-Est | Wagon tombereau à deux essieux | Classé     | 1990               | « PM68000041 » | Image manquante Téléverser |
| Le Mans                 |                                                     | Wagon-citerne ex-US Army Transportation Corps no 1226 construit en 1942 par American Car & Foundry aux USA                                           | Wagon-citerne à bogies         | Classé     | 1990               | « PM76002154 » | Proposez une photo         |
| Chaillevette            | Train des mouettes                                  | Wagon couvert de 1918 à quatre portes Lyw 422874, restauré en version d'origine US Army no 23970                                                     | Wagon couvert à bogies         | Classé     | 1990               | « PM13001072 » | Proposez une photo         |
| Chaillevette            | Train des mouettes                                  | Wagon couvert de 1918 à deux portes Lyw 412000, restauré en version d'origine US Army no 22408                                                       | Wagon couvert à bogies         | Classé     | 2006               | « PM37001091 » | Proposez une photo         |
| Chaillevette            | Train des mouettes                                  | Couplage de ballastières Talbot SVwf 969495, ex-PLM puis SNCF                                                                                        | Wagons trémies à deux essieux  | Classé     | 1990               | « PM13001071 » | Proposez une photo         |
| Montabon                | Rotonde ferroviaire de Montabon                     | wagon couvert type Standard B, K 326124, ex-SNCF | wagon couvert à deux essieux   | Classé     | 2006               | « PM37001090 » | Image manquante Téléverser |
| Narbonne                |                                                     | wagon citerne type Armistice 1918, SRyv 5605, ex-État puis SNCF, construit en 1927                                                                   | wagon citerne à bogies         | Classé     | 2015               | « PM11002941 » | Image manquante Téléverser |
| Nîmes                   | Musée du Chemin de Fer de Nîmes                     | wagon tombereau type OCEM 29, T 730127, ex-SNCF | wagon tombereau à deux essieux | Classé     | 2006               | « PM13001584 » | Image manquante Téléverser |
| Bailleau-Armenonville   | gare de Gallardon-Pont                              | wagon tombereau pour le transport de lait, ex-Ouest puis ex-État, construit par Dyle et Bacalan en 1877                                              | wagon tombereau à deux essieux | Classé     | 1998               | « PM27001947 » | Image manquante Téléverser |
| Guîtres                 | Train touristique de Guîtres à Marcenais            | wagon tombereau U-2083, ex-Réseau des Landes, de la Gironde et du Blayais                                                                            | wagon tombereau à deux essieux | Classé     | 1990               | « PM40000219 » | Image manquante Téléverser |
| Guîtres                 | Train touristique de Guîtres à Marcenais            | wagon tombereau U-2092, ex-Réseau des Landes, de la Gironde et du Blayais                                                                            | wagon tombereau à deux essieux | Classé     | 1990               | « PM40000219 » | Image manquante Téléverser |
| Martel (Lot)            | Chemin de fer touristique du Haut Quercy            | wagon plat porte-flèche Q 3554, ex-Réseau des Landes, de la Gironde et du Blayais                                                                    | wagon plat à deux essieux      | Classé     |                    | « PM40000221 » | Image manquante Téléverser |
| Guîtres                 | Train touristique de Guîtres à Marcenais            | wagon plat H 3054, ex-Réseau des Landes, de la Gironde et du Blayais                                                                                 | wagon plat à deux essieux      | Classé     | 1990               | « PM40000222 » | Image manquante Téléverser |
| Vigy                    | Chemin de fer touristique de la vallée de la Canner | wagon porte-flèche n° 1, ex-État puis SNCF | wagon plat à deux essieux      | Classé     | 1996               | « PM57000645 » | Image manquante Téléverser |
| Versailles              | 5e régiment du génie                                | wagon plat F2003, ex-Est | wagon plat à bogies            | Classé     | 1990               | « PM58000230 » | Image manquante Téléverser |
| Versailles              | 5e régiment du génie                                | wagon plat F2020, ex-Est | wagon plat à bogies            | Classé     | 1990               | « PM58000230 » | Image manquante Téléverser |
| Versailles              | 5e régiment du génie                                | wagon plat no 2014, ex-War Department | wagon plat à deux essieux      | Classé     | 1990               | « PM58000231 » | Image manquante Téléverser |
| Charleville-Mézières    | Remise ferroviaire de Mohon                         | wagon tombereau à vigie Tf 951067, ex-Est puis SNCF                                                                                                  | wagon tombereau à deux essieux | Classé     | 1990               | « PM67000392 » | Image manquante Téléverser |
| Volgelsheim             | Chemin de fer touristique du Rhin                   | wagon plat no 5885/1213 | wagon plat à deux essieux      | Classé     | 1990               | « PM68000437 » | Image manquante Téléverser |
| Mulhouse                | Cité du Train                                       | Wagon-torpille SZywf 504121P ex-Unimétal | wagon-torpille à bogies        | Classé     | 1993               | « PM68000675 » | Proposez une photo         |
| Burnhaupt-le-Haut       | Train Thur Doller Alsace                            | wagon plat H 5152, ex-Est | wagon plat à deux essieux      | Classé     | 2020               | « PM68002109 » | Image manquante Téléverser |
| Burnhaupt-le-Haut       | Train Thur Doller Alsace                            | wagon citerne 503909f(P) pour le transport d’acide chlorhydrique                                                                                     | wagon citerne à deux essieux   | Classé     | 2020               | « PM68002110 » | Image manquante Téléverser |
| Burnhaupt-le-Haut       | Train Thur Doller Alsace                            | wagon couvert Standard C, K 329120, ex-SNCF | wagon couvert à deux essieux   | Classé     | 2020               | « PM68002111 » | Image manquante Téléverser |
| Connerré                | Chemin de fer touristique de la Sarthe              | wagon plat porte-flèche M2, ex-Chemin de fer Mamers - Saint-Calais                                                                                   | wagon plat à deux essieux      | Classé     | 1990               | « PM72001121 » | Image manquante Téléverser |
| Connerré                | Chemin de fer touristique de la Sarthe              | wagon plat M8, ex-Chemin de fer Mamers - Saint-Calais                                                                                                | wagon plat à deux essieux      | Classé     | 1990               | « PM72001123 » | Image manquante Téléverser |
| Connerré                | Chemin de fer touristique de la Sarthe              | wagon tombereau T1, ex-Chemin de fer Mamers - Saint-Calais                                                                                           | wagon tombereau à deux essieux | Classé     | 1990               | « PM72001125 » | Image manquante Téléverser |
| Connerré                | Chemin de fer touristique de la Sarthe              | wagon tombereau T2, ex-Midi puis Chemin de fer Mamers - Saint-Calais                                                                                 | wagon tombereau à deux essieux | Classé     | 1997               | « PM72001292 » | Image manquante Téléverser |
| Connerré                | Chemin de fer touristique de la Sarthe              | wagon couvert K6, ex-Chemin de fer Mamers - Saint-Calais                                                                                             | wagon couver à deux essieux    | Classé     | 1990               | « PM72001393 » | Image manquante Téléverser |
| Connerré                | Chemin de fer touristique de la Sarthe              | wagon plat S 38471, ex-Chemin de fer Mamers - Saint-Calais                                                                                           | wagon couver à deux essieux    | Classé     | 1990               | « PM72001394 » | Image manquante Téléverser |
| Connerré                | Chemin de fer touristique de la Sarthe              | wagon plat S 38478, ex-Chemin de fer Mamers - Saint-Calais                                                                                           | wagon couver à deux essieux    | Classé     | 1990               | « PM72001395 » | Image manquante Téléverser |
| Sotteville-lès-Rouen    | Triage SNCF                                         | wagon citerne américain 20 87 720 1 378-2, ex- US Army puis État puis SNCF                                                                           | wagon citerne à bogies         | Classé     | 1990               | « PM76002153 » | Image manquante Téléverser |
| Trappes                 | Triage SNCF                                         | wagon citerne SCw 955528, ex-Ouest puis SNCF | wagon citerne à deux essieux   | Classé     | 1990               | « PM78000810 » | Image manquante Téléverser |
| Versailles              | 5e régiment du génie                                | wagon plat à ranchers type « Stuttgart » no 48, ex-Deutsche Reichsbahn                                                                               | wagon plat à deux essieux      | Classé     | 2003               | « PM78001217 » | Image manquante Téléverser |
| Versailles              | 5e régiment du génie                                | wagon couvert devenu wagon-annexe magasin no 22023                                                                                                   | wagon couvert à deux essieux   | Inscrit    | 2003               | « PM78001245 » | Image manquante Téléverser |
| Versailles              | 5e régiment du génie                                | wagon couvert devenu wagon-foyer no 22054 | wagon couvert à deux essieux   | Inscrit    | 2003               | « PM78001246 » | Image manquante Téléverser |
| Versailles              | 5e régiment du génie                                | wagon couvert devenu wagon-magasin no 22058 | wagon couvert à deux essieux   | Inscrit    | 2003               | « PM78001247 » | Image manquante Téléverser |
| Versailles              | 5e régiment du génie                                | wagon couvert type « Dresden » devenu wagon-dortoir no 22091, ex-Deutsche Reichsbahn                                                                 | wagon couvert à deux essieux   | Inscrit    | 2003               | « PM78001248 » | Image manquante Téléverser |
| Versailles              | 5e régiment du génie                                | wagon citerne no 22098 | wagon citerne à deux essieux   | Inscrit    | 2003               | « PM78001251 » | Image manquante Téléverser |
| Versailles              | 5e régiment du génie                                | wagon plat 40 87 954 3 049-0, ex-SNCF | wagon plat à deux essieux      | Inscrit    | 2005               | « PM78002136 » | Image manquante Téléverser |
| Joigny                  | Ateliers de Joigny                                  | wagon trémie 44 87 562 0 018-5P | wagon trémie à trois essieux   | Classé     | 1996               | « PM89002400 » | Image manquante Téléverser |

## Matériel à voie métrique

### Voitures
| Commune                   | Lieu                                                                       | Désignation | Type                                                     | Protection | Date de protection | Base Palissy   | Image                      |
| ------------------------- | -------------------------------------------------------------------------- | --- | -------------------------------------------------------- | ---------- | ------------------ | -------------- | -------------------------- |
| Butry-sur-Oise            | Musée des tramways à vapeur et des chemins de fer secondaires français     | Voiture BB 7 des Voies ferrées économiques du Poitou, construite en 1913                                           | Voiture à bogies et plateformes extrêmes                 | Classé     | 2013               | « PM95001151 » | Proposez une photo         |
| Butry-sur-Oise            | Musée des tramways à vapeur et des chemins de fer secondaires français     | Voiture B 328 des chemins de fer de la Banlieue de Reims, construite par Blanc-Misseron en 1892                    | Voiture à deux essieux et plateformes extrêmes           | Classée    | 1996               | « PM95000859 » | Proposez une photo         |
| Butry-sur-Oise            | Musée des tramways à vapeur et des chemins de fer secondaires français     | Voiture B 39 du Tramway de Bordeaux à Cadillac, construite par Dyle et Bacalan en 1897                             | Voiture à deux essieux et plateformes fermées            | Classée    | 1994               | « PM95000819 » | Proposez une photo         |
| Butry-sur-Oise            | Musée des tramways à vapeur et des chemins de fer secondaires français     | Voiture ABf 7 des Tramways des Deux-Sèvres, construite par Horme et Buire en 1895                                  | Voiture à deux essieux et plateformes extrêmes           | Classée    | 2002               | « PM95000942 » | Proposez une photo         |
| Butry-sur-Oise            | Musée des tramways à vapeur et des chemins de fer secondaires français     | Voiture B 34 des Tramways d'Ille-et-Vilaine, construite par Carel et Fouché en 1897                                | Voiture à deux essieux et plateformes extrêmes           | Classée    | 1983               | « PM95000107 » | Image manquante Téléverser |
| Butry-sur-Oise            | Musée des tramways à vapeur et des chemins de fer secondaires français     | Voiture B 37 des Tramways d'Ille-et-Vilaine, construite par Carel et Fouché en 1897                                | Voiture à deux essieux et plateformes extrêmes           | Classée    | 1983               | « PM95001095 » | Image manquante Téléverser |
| Butry-sur-Oise            | Musée des tramways à vapeur et des chemins de fer secondaires français     | Voiture B 73 des Tramways d'Ille-et-Vilaine , construite par Carel et Fouché en 1897                               | Voiture à deux essieux et plateformes extrêmes           | Classée    | 1993               | « PM95000814 » | Image manquante Téléverser |
| Butry-sur-Oise            | Musée des tramways à vapeur et des chemins de fer secondaires français     | Voiture B 36 des Tramways de la Sarthe, construite par Carel et Fouché en 1896                                     | Voiture à deux essieux et plateformes extrêmes           | Classée    | 1993               | « PM95000815 » | Image manquante Téléverser |
| Butry-sur-Oise            | Musée des tramways à vapeur et des chemins de fer secondaires français     | Voiture B 56 des Tramways de la Sarthe, construite par Carel et Fouché en 1896                                     | Voiture à deux essieux et plateformes extrêmes           | Classée    | 1993               | « PM95000817 » | Image manquante Téléverser |
| Butry-sur-Oise            | Musée des tramways à vapeur et des chemins de fer secondaires français     | Voiture Df 11 du Tramway de Saint-Étienne, construite par la Société métallurgique de Nivelles en 1883             | Voiture à deux essieux et plateformes extrêmes           | Classée    | 1996               | « PM95000858 » | Proposez une photo         |
| Butry-sur-Oise            | Musée des tramways à vapeur et des chemins de fer secondaires français     | Voiture B 2 des Tramways du Quercy, construite en 1907                                                             | Voiture à deux essieux et plateforme centrale            | Classée    | 2004               | « PM95001015 » | Proposez une photo         |
| Saint-Valery-sur-Somme    | Chemin de fer de la baie de Somme                                          | Voiture ACf 10302 des chemins de fer départementaux de la Somme, construite en 1920 par Manage (Belgique)          | Voiture à bogies et plateformes extrêmes                 | Classée    | 1993               | « PM80001516 » | Proposez une photo         |
| Saint-Valery-sur-Somme    | Chemin de fer de la baie de Somme                                          | Voiture BCf 10501 des chemins de fer départementaux de la Somme, construite en 1920 par Manage (Belgique)          | Voiture à bogies et plateformes extrêmes                 | Classée    | 1993               | « PM80001517 » | Proposez une photo         |
| Saint-Valery-sur-Somme    | Chemin de fer de la baie de Somme                                          | Voiture BCf 10507 des chemins de fer départementaux de la Somme, construite en 1920 par Manage (Belgique)          | Voiture à bogies et plateformes extrêmes                 | Classée    | 1993               | « PM80001519 » | Proposez une photo         |
| Saint-Valery-sur-Somme    | Chemin de fer de la baie de Somme                                          | Voiture BCf 10508 des chemins de fer départementaux de la Somme, construite en 1920 par Manage (Belgique)          | Voiture à bogies et plateformes extrêmes                 | Classée    | 1993               | « PM80001518 » | Proposez une photo         |
| Saint-Valery-sur-Somme    | Chemin de fer de la baie de Somme                                          | Voiture BCf 10510 des chemins de fer départementaux de la Somme, construite en 1920 par Manage (Belgique)          | Voiture à bogies et plateformes extrêmes                 | Classée    | 1993               | « PM80001520 » | Proposez une photo         |
| Saint-Valery-sur-Somme    | Chemin de fer de la baie de Somme                                          | Voiture-salon no 51 des chemins de fer départementaux de la Somme, construite en 1889 par Desouches & David        | Voiture à bogies et plateformes extrêmes                 | Classée    | 1995               | « PM80001585 » | Proposez une photo         |
| Saint-Valery-sur-Somme    | Chemin de fer de la baie de Somme                                          | Voiture BCf 101 du Chemin de fer d'Estrées-Saint-Denis à Crèvecœur-le-Grand, construite en 1894 par Blanc-Misseron | Voiture à deux essieux et plateformes extrêmes           | Classée    | 1993               | « PM80001522 » | Proposez une photo         |
| Puget-Théniers            | GECP                                                                       | Voiture B 506 des Chemins de fer de Provence, construite en 1891 par Desouches & David                             | Voiture à bogies et plateformes extrêmes                 | Classée    | 1992               | « PM07000412 » | Proposez une photo         |
| Écueillé                  | Train du Bas-Berry                                                         | Voiture B 39 des Tramways de la Sarthe puis PO-Corrèze, construite en 1909 par Carel et Fouché                     | Voiture à bogies et plateformes extrêmes                 | Classée    | 1992               | « PM07000413 » | Proposez une photo         |
| Écueillé                  | Train du Bas-Berry                                                         | Voiture B 40 des Tramways de la Sarthe puis PO-Corrèze , construite en 1909 par Carel et Fouché                    | Voiture à bogies et plateformes extrêmes                 | Classée    | 1992               | « PM07000414 » | Proposez une photo         |
| Écueillé                  | Train du Bas-Berry                                                         | Voiture B 41 des Tramways de la Sarthe puis PO-Corrèze, construite en 1909 par Carel et Fouché                     | Voiture à bogies et plateformes extrêmes                 | Classée    | 1992               | « PM07000415 » | Proposez une photo         |
| Tence                     | Velay Express                                                              | Voiture-salon AC2f 1 du PO-Corrèze, construite en 1904 par Blanc-Misseron                                          | voiture à deux essieux et une plateforme extrême         | Classée    | 1993               | « PM45000764 » | Image manquante Téléverser |
| Saint-Germain-d'Arcé      | Association pour la préservation et l'entretien du matériel à voie étroite | Voiture B 51 du Chemin de fer sur route de Challans à Fromentine, construite par Carel en 1896                     | Voiture d'origine à deux essieux et plateformes extrêmes | Classée    | 2002               | « PM72001324 » | Proposez une photo         |
| Saint-Germain-d'Arcé      | Association pour la préservation et l'entretien du matériel à voie étroite | Caisse de voiture à voyageurs AB 1 ou 2 du Chemin de fer sur route de Challans à Fromentine                        | Voiture d'origine à deux essieux et plateformes extrêmes | Classée    | 2010               | « PM72001399 » | Proposez une photo         |
| Saint-Jean-de-Linières    | Association des amis du Petit Anjou                                        | Voiture B 111 du chemin de fer du Petit Anjou, construite par Blanc-Misseron en 1892                               | Voiture à deux essieux et portières latérales            | Classée    | 2006               | « PM49001196 » | Proposez une photo         |
| Saint-Jean-de-Muzols      | Chemin de fer du Vivarais                                                  | Voiture-salon ASfv 1005, ex-CFD Réseau du Vivarais                                                                 | Voiture à deux essieux et plateformes extrêmes           | Classée    | 1992               | « PM07000386 » | Image manquante Téléverser |
| Tournon-sur-Rhône         | Chemin de fer du Vivarais                                                  | Voiture B 103, ex-Réseau breton                                                                                    | Voiture à bogies et plateformes extrêmes                 | Classée    | 1992               | « PM07000387 » | Image manquante Téléverser |
| Tournon-sur-Rhône         | Chemin de fer du Vivarais                                                  | Voiture CCCifv 1661, ex-CFD Réseau du Vivarais                                                                     | Voiture à bogies                                         | Classée    | 1992               | « PM07000390 » | Image manquante Téléverser |
| Tournon-sur-Rhône         | Chemin de fer du Vivarais                                                  | Voiture CCCifv 1662, ex-CFD Réseau du Vivarais                                                                     | Voiture à bogies                                         | Classée    | 1992               | « PM07000391 » | Image manquante Téléverser |
| Tournon-sur-Rhône         | Chemin de fer du Vivarais                                                  | Voiture CCCifv 1658, ex-CFD Réseau du Vivarais                                                                     | Voiture à bogies                                         | Classée    | 1992               | « PM07000392 » | Image manquante Téléverser |
| Tournon-sur-Rhône         | Chemin de fer du Vivarais                                                  | Voiture AABifv 1609, ex-CFD Réseau du Vivarais                                                                     | Voiture à bogies                                         | Classée    | 1992               | « PM07000393 » | Image manquante Téléverser |
| Saint-Jean-de-Muzols      | Chemin de fer du Vivarais                                                  | Voiture à portières latérales Cv 1802, ex-CFD Réseau du Vivarais                                                   | Voiture à deux essieux                                   | Classée    | 1992               | « PM07000395 » | Image manquante Téléverser |
| Saint-Jean-de-Muzols      | Chemin de fer du Vivarais                                                  | Voiture à portières latérales Cv 1801, ex-CFD Réseau du Vivarais                                                   | Voiture à deux essieux                                   | Classée    | 1992               | « PM07000396 » | Image manquante Téléverser |
| Saint-Jean-de-Muzols      | Chemin de fer du Vivarais                                                  | Voiture à portières latérales ABCifv 1751, ex-CFD Réseau du Vivarais                                               | Voiture à deux essieux                                   | Classée    | 1992               | « PM07000397 » | Image manquante Téléverser |
| Tournon-sur-Rhône         | Chemin de fer du Vivarais                                                  | Voiture B 106, ex-Réseau breton                                                                                    | Voiture à bogies et plateformes extrêmes                 | Classée    | 1992               | « PM07000409 » | Image manquante Téléverser |
| Puget-Théniers            | Groupement d’études pour le Chemin de fer de Provence                      | Voiture mixte fourgon BD 501, ex-Chemins de fer de Provence                                                        | Voiture à bogies et plateformes extrêmes                 | Classée    | 1992               | « PM07000410 » | Image manquante Téléverser |
| Puget-Théniers            | Groupement d’études pour le Chemin de fer de Provence                      | Voiture AB 505, ex-Chemins de fer de Provence                                                                      | Voiture à bogies et plateformes extrêmes                 | Classée    | 1992               | « PM07000411 » | Image manquante Téléverser |
| Tournon-sur-Rhône         | Sauvegarde et gestion de véhicules anciens                                 | Voiture ABf 107, ex-Réseau breton                                                                                  | Voiture à bogies et plateformes extrêmes                 | Classée    | 1992               | « PM07000416 » | Image manquante Téléverser |
| Tournon-sur-Rhône         | Chemin de fer du Vivarais                                                  | Voiture type « Bains de mer » AB 89, ex-Réseau breton, confiée par la SGVA                                         | Voiture à bogies et plateformes extrêmes                 | Classée    | 1992               | « PM07000417 » | Image manquante Téléverser |
| Saint-Georges-de-Commiers |                                                                            | Voiture automotrice ZS 10004 ex-Ligne de Saint-Gervais-les-Bains-Le Fayet à Vallorcine (frontière)                 | voiture à deux essieux                                   | Classée    | 1986               | « PM38000519 » | Image manquante Téléverser |
| Saint-Georges-de-Commiers |                                                                            | voiture B 3 ex-Chemins de fer vicinaux de la Haute-Saône                                                           | voiture à bogies                                         | Classée    | 1994               | « PM38000621 » | Image manquante Téléverser |
| Saint-Georges-de-Commiers |                                                                            | voiture B 5 ex-Chemins de fer vicinaux de la Haute-Saône                                                           | voiture à bogies                                         | Classée    | 1994               | « PM38000622 » | Image manquante Téléverser |
| Saint-Georges-de-Commiers |                                                                            | voiture automotrice ZS 10003 ex-Ligne de Saint-Gervais-les-Bains-Le Fayet à Vallorcine (frontière)                 | voiture à deux essieux                                   | Classée    | 1986               | « PM38000627 » | Image manquante Téléverser |
| Butry-sur-Oise            | Musée des tramways à vapeur et des chemins de fer secondaires français     | Caisse de voiture B5v (ou AB 13) des Chemins de fer vicinaux de la Haute-Saône                                     | voiture à bogies                                         | Classée    | 1994               | « PM95000820 » | Image manquante Téléverser |
| Butry-sur-Oise            | Musée des tramways à vapeur et des chemins de fer secondaires français     | Caisse de la voiture-salon des Établissements Menier                                                               | voiture à essieux                                        | Classée    | 2013               | « PM95001149 » | Image manquante Téléverser |

### Fourgons
| Commune                | Lieu                                                                       | Désignation                                                                                     | Type                                             | Protection | Date de protection | Base Palissy   | Image                      |
| ---------------------- | -------------------------------------------------------------------------- | ----------------------------------------------------------------------------------------------- | ------------------------------------------------ | ---------- | ------------------ | -------------- | -------------------------- |
| Saint-Germain-d'Arcé   | Association pour la préservation et l'entretien du matériel à voie étroite | fourgon à compartiment postal DBf 36                                                            | Fourgon à bogies                                 | Classé     | 2002               | « PM72001326 » | Proposez une photo         |
| Écueillé               | Train du Bas-Berry                                                         | Fourgon ex-PO-Corrèze DF 51, construit par Blanc-Misseron en 1903                               | Fourgon à deux essieux et plates-formes extrêmes | Classé     | 1993               | « PM41000648 » | Proposez une photo         |
| Écueillé               | Train du Bas-Berry                                                         | Fourgon Df 225 du Réseau breton puis PO-Corrèze, construit en 1913                              | Fourgon à deux essieux et plates-formes extrêmes | Classé     | 1992               | « PM07000418 » | Proposez une photo         |
| Saint-Valery-sur-Somme | Chemin de fer de la baie de Somme                                          | Fourgon Df 852 ex-Chemins de fer départementaux de la Somme                                     | Fourgon à deux essieux et plateformes extrêmes   | Classé     | 1993               | « PM95000813 » | Proposez une photo         |
| Saint-Valery-sur-Somme | Chemin de fer de la baie de Somme                                          | Fourgon Df 803 ex-réseau de Seine-et-Marne, construit par Blanc-Misseron en 1901                | Fourgon à deux essieux et plateformes extrêmes   | Classé     | 1993               | « PM80001521 » | Proposez une photo         |
| Saint-Jean-de-Muzols   | Chemin de fer du Vivarais                                                  | Fourgon Dfv 19, ex-CFD Réseau du Vivarais                                                       | fourgon à deux essieux                           | Classé     | 1991               | « PM07000388 » | Image manquante Téléverser |
| Lamastre               | Chemin de fer du Vivarais                                                  | Fourgon DDif 2612, ex-CFD Réseau du Vivarais                                                    | fourgon à deux essieux                           | Classé     | 1991               | « PM07000389 » | Image manquante Téléverser |
| Lamastre               | Chemin de fer du Vivarais                                                  | Fourgon DDif 2608, ex-CFD Réseau du Vivarais                                                    | fourgon à deux essieux                           | Classé     | 1991               | « PM07000394 » | Image manquante Téléverser |
| Butry-sur-Oise         | Musée des tramways à vapeur et des chemins de fer secondaires français     | Fourgon Kd 154 ex-Blanc-Argent construit par ANF en 1901                                        | Fourgon à deux essieux                           | Classé     | 1993               | « PM95000816 » | Image manquante Téléverser |
| Butry-sur-Oise         | Musée des tramways à vapeur et des chemins de fer secondaires français     | Fourgon D 370 ex-Chemins de fer des Côtes-du-Nord construit par Carel et Fouché en 1927         | Fourgon à essieux et plateforme extrême          | Classé     | 2006               | « PM95001034 » | Image manquante Téléverser |
| Gouarec                | Chemin de fer de Bon-Repos                                                 | Fourgon automoteur Z 216, ex-Ligne de Saint-Gervais-les-Bains-Le Fayet à Vallorcine (frontière) | Fourgon à essieux et plateformes extrêmes        | Classé     | 1986               | « PM38000623 » | Image manquante Téléverser |
| Ligueil                |                                                                            | caisse de fourgon Df 29, ex-CFD Réseau d'Indre-et-Loire                                         | fourgon à deux essieux                           | inscrit    | 2014               | « PM37001608 » | Image manquante Téléverser |

### Wagons
| Commune                   | Lieu                                                                       | Désignation                                                                                                | Type                           | Protection | Date de protection | Base Palissy   | Image                      |
| ------------------------- | -------------------------------------------------------------------------- | --- | ------------------------------ | ---------- | ------------------ | -------------- | -------------------------- |
| Écueillé                  | Train du Bas-Berry                                                         | Wagon couvert K 281, ex-Chemin de fer du Blanc-Argent, construit en 1922                                   | Wagon couvert à deux essieux   | Classé     | 1993               | « PM41000655 » | Proposez une photo         |
| Romorantin-Lanthenay      |                                                                            | Wagon couvert K 280, ex-Chemin de fer du Blanc-Argent, construit en 1922                                   | Wagon couvert à deux essieux   | Classé     | 1993               | « PM41000653 » | Image manquante Téléverser |
| Romorantin-Lanthenay      |                                                                            | Wagon couvert K 268, ex-Chemin de fer du Blanc-Argent, construit par Blanc-Misseron en 1902                | Wagon couvert à deux essieux   | Classé     | 1993               | « PM41000652 » | Image manquante Téléverser |
| Écueillé                  | Train du Bas-Berry                                                         | Wagon couvert K 101, ex-PO-Corrèze construit en 1904                                                       | Wagon couvert à deux essieux   | Classé     | 1993               | « PM41000651 » | Image manquante Téléverser |
| Saint-Georges-de-Commiers |                                                                            | Wagon couvert automoteur ZS 10316, ex-Ligne de Saint-Gervais-les-Bains-Le Fayet à Vallorcine (frontière)   | Wagon couvert à deux essieux   | Classé     | 1986               | « PM38000625 » | Image manquante Téléverser |
| Saint-Germain-d'Arcé      | Association pour la préservation et l'entretien du matériel à voie étroite | Wagon couvert F 4                                                                                          | Wagon couvert à deux essieux   | Classé     | 2002               | « PM72001325 » | Proposez une photo         |
| Saint-Germain-d'Arcé      | Association pour la préservation et l'entretien du matériel à voie étroite | Tender Orenstein & Koppel no 1036 ex-Heeresfeldbahn (de)                                                   | Tender à bogies                | Classé     | 2010               | « PM72001397 » | Proposez une photo         |
| Saint-Jean-de-Linières    | Association des amis du Petit Anjou                                        | Wagon couvert K 509                                                                                        | Wagon couvert à deux essieux   | Classé     | 2006               | « PM49001283 » | Image manquante Téléverser |
| Saint-Valery-sur-Somme    | Chemin de fer de la baie de Somme                                          | Wagon couvert K 2225, ex-Chemins de fer départementaux de la Somme                                         | Wagon couvert à deux essieux   | Classé     | 1993               | « PM80001526 » | Image manquante Téléverser |
| Saint-Valery-sur-Somme    | Chemin de fer de la baie de Somme                                          | Wagon couvert K 434 ex-Réseau breton                                                                       | Wagon couvert à deux essieux   | Classé     | 1993               | « PM80001523 » | Proposez une photo         |
| Saint-Valery-sur-Somme    | Chemin de fer de la baie de Somme                                          | Wagon tombereau U 13021 ex-Chemins de fer départementaux de la Somme                                       | Wagon tombereau à deux essieux | Classé     | 1993               | « PM80001525 » | Proposez une photo         |
| Saint-Valery-sur-Somme    | Chemin de fer de la baie de Somme                                          | Wagon tombereau U 3305 ex-Chemins de fer départementaux de la Somme                                        | Wagon tombereau à deux essieux | Classé     | 1993               | « PM80001524 » | Proposez une photo         |
| Tournon-sur-Rhône         | Chemin de fer du Vivarais                                                  | Wagon couvert K 4058 ex-CFD Réseau du Vivarais                                                             | Wagon couvert à deux essieux   | Classé     | 1992               | « PM07000408 » | Image manquante Téléverser |
| Tournon-sur-Rhône         | Chemin de fer du Vivarais                                                  | Wagon couvert Kv 4099 ex-CFD Réseau du Vivarais                                                            | Wagon couvert à deux essieux   | Classé     | 1992               | « PM07000407 » | Image manquante Téléverser |
| Tournon-sur-Rhône         | Chemin de fer du Vivarais                                                  | Wagon couvert Kv 4630 ex-CFD Réseau du Vivarais                                                            | Wagon couvert à deux essieux   | Classé     | 1992               | « PM07000406 » | Image manquante Téléverser |
| Butry-sur-Oise            | Musée des tramways à vapeur et des chemins de fer secondaires français     | Wagon plat N 405, ex-Chemin de fer du Blanc-Argent                                                         | Wagon plat à deux essieux      | Classé     | 2004               | « PM95000938 » | Image manquante Téléverser |
| Butry-sur-Oise            | Musée des tramways à vapeur et des chemins de fer secondaires français     | Wagon plat N 466, ex-Chemin de fer du Blanc-Argent                                                         | Wagon plat à deux essieux      | Classé     | 2002               | « PM95000937 » | Image manquante Téléverser |
| Butry-sur-Oise            | Musée des tramways à vapeur et des chemins de fer secondaires français     | Wagon tombereau I 232 en 1925 puis Tk 232 en 1947, ex-PO-Corrèze construit en 1925 par Dyle et Bacalan     | Wagon tombereau à deux essieux | Classé     | 2002               | « PM95000936 » | Image manquante Téléverser |
| Butry-sur-Oise            | Musée des tramways à vapeur et des chemins de fer secondaires français     | Wagon couvert K 102 ex-PO-Corrèze construit en 1904.                                                       | Wagon couvert à deux essieux   | Classé     | 1993               | « PM95000838 » | Proposez une photo         |
| Butry-sur-Oise            | Musée des tramways à vapeur et des chemins de fer secondaires français     | Wagon tombereau avec barre de faîtage I 316 puis Tk 316 ex-Blanc-Argent construit en 1902                  | Wagon tombereau à deux essieux | Classé     | 1993               | « PM95000812 » | Proposez une photo         |
| Butry-sur-Oise            | Musée des tramways à vapeur et des chemins de fer secondaires français     | Wagon plat à bords tombants à voie métrique N 458 ex-Blanc-Argent construit en 1902                        | Wagon plat à deux essieux      | Classé     | 1993               | « PM95000810 » | Image manquante Téléverser |
| Butry-sur-Oise            | Musée des tramways à vapeur et des chemins de fer secondaires français     | Wagon plat à traverse pivotante L 503 ex-Blanc-Argent construit en 1902                                    | Wagon plat à deux essieux      | Classé     | 1993               | « PM95000809 » | Image manquante Téléverser |
| Butry-sur-Oise            | Musée des tramways à vapeur et des chemins de fer secondaires français     | Wagon plat à traverse pivotante L 506 ex-Blanc-Argent construit en 1902                                    | Wagon plat à deux essieux      | Classé     | 1993               | « PM95000808 » | Image manquante Téléverser |
| Butry-sur-Oise            | Musée des tramways à vapeur et des chemins de fer secondaires français     | Wagon tombereau à parois en tôle Tk 343 ex-réseau de l'Allier puis ex-Blanc-Argent                         | Wagon tombereau à essieux      | Classé     | 1993               | « PM95000811 » | Image manquante Téléverser |
| Bar-le-Duc                | Chemin de Fer Historique de la Voie Sacrée                                 | Wagon tombereau à voie métrique                                                                            | Wagon tombereau à deux essieux | Classé     | 1992               | « PM55000916 » | Image manquante Téléverser |
| Tournon-sur-Rhône         | Chemin de fer du Vivarais                                                  | Wagon plat à bogies RQyv 15 ex-CFD Réseau du Vivarais                                                      | Wagon plat à bogies            | Classé     | 1992               | « PM07000400 » | Image manquante Téléverser |
| Tournon-sur-Rhône         | Chemin de fer du Vivarais                                                  | Wagon plat à traverse mobile Jt 115, ex-CFD Réseau du Vivarais                                             | Wagon plat à deux essieux      | Classé     | 1992               | « PM07000401 » | Image manquante Téléverser |
| Tournon-sur-Rhône         | Chemin de fer du Vivarais                                                  | Wagon plat à traverse mobile Htv 6562, ex-CFD Réseau du Vivarais                                           | Wagon plat à deux essieux      | Classé     | 1992               | « PM07000402 » | Image manquante Téléverser |
| Saint-Georges-de-Commiers |                                                                            | wagon tombereau automoteur ZS 10422, ex-Ligne de Saint-Gervais-les-Bains-Le Fayet à Vallorcine (frontière) | wagon tombereau à deux essieux | Classé     | 1986               | « PM38000520 » | Image manquante Téléverser |
| Tournon-sur-Rhône         | Chemin de fer du Vivarais                                                  | wagon plat pour transport de remorque système UFR, IRv 6571                                                | wagon plat à deux essieux      | Classé     | 1992               | « PM07000399 » | Image manquante Téléverser |
| Tournon-sur-Rhône         | Chemin de fer du Vivarais                                                  | wagon tombereau Gfv 5144 ex-CFD Réseau du Vivarais                                                         | wagon tombereau à deux essieux | Classé     | 1992               | « PM07000403 » | Image manquante Téléverser |
| Tournon-sur-Rhône         | Chemin de fer du Vivarais                                                  | wagon tombereau Gfv 51 ex-CFD Réseau du Vivarais                                                           | wagon tombereau à deux essieux | Classé     | 1992               | « PM07000404 » | Image manquante Téléverser |
| Tournon-sur-Rhône         | Chemin de fer du Vivarais                                                  | wagon tombereau Gfv 5649 ex-CFD Réseau du Vivarais                                                         | wagon tombereau à deux essieux | Classé     | 1992               | « PM07000405 » | Image manquante Téléverser |
| Saint-Georges-de-Commiers |                                                                            | wagon plat automoteur ZS-10212, ex-Ligne de Saint-Gervais-les-Bains-Le Fayet à Vallorcine (frontière)      | wagon plat à deux essieux      | Classé     | 1986               | « PM38000628 » | Image manquante Téléverser |
| Écueillé                  | Train du Bas-Berry                                                         | wagon tombereau Tk 336, ex-Réseau ferré secondaire de l'Allier                                             | wagon tombereau à deux essieux | Classé     | 1993               | « PM41000649 » | Image manquante Téléverser |
| Marquette-lez-Lille       | Tramway touristique de la vallée de la Deûle                               | wagon plat no 964, ex-Chemins de fer économiques des Charentes puis ELRT                                   | wagon plat à deux essieux      | Classé     | 1999               | « PM59001739 » | Image manquante Téléverser |

## Matériel à voie étroite

### Voitures
| Commune       | Lieu                                    | Désignation                                                 | Type                   | Protection | Date de protection | Base Palissy   | Image                      |
| ------------- | --------------------------------------- | ----------------------------------------------------------- | ---------------------- | ---------- | ------------------ | -------------- | -------------------------- |
| Pithiviers    | Musée des transports de Pithiviers      | voiture V6 du Tramway de Pithiviers à Toury à voie de 60 cm | voiture à bogies       | Classée    | 1994               | « PM45000763 » | Image manquante Téléverser |
| Abreschviller | Chemin de fer forestier d'Abreschviller | Voiture de service no 51 à voie de 70 cm                    | Voiture à deux essieux | Classée    | 1992               | « PM57000528 » | Image manquante Téléverser |

### Fourgons
| Commune       | Lieu                                    | Désignation                    | Type                   | Protection | Date de protection | Base Palissy   | Image                      |
| ------------- | --------------------------------------- | ------------------------------ | ---------------------- | ---------- | ------------------ | -------------- | -------------------------- |
| Abreschviller | Chemin de fer forestier d'Abreschviller | fourgon no 53 en voie de 70 cm | Fourgon à deux essieux | Classé     | 1992               | « PM57000531 » | Image manquante Téléverser |

### Wagons
| Commune                | Lieu                                    | Désignation | Type                         | Protection | Date de protection | Base Palissy   | Image                      |
| ---------------------- | --------------------------------------- | --- | ---------------------------- | ---------- | ------------------ | -------------- | -------------------------- |
| Abreschviller          | Chemin de fer forestier d'Abreschviller | Trois couplages de trucks (nl) équipés pour le transport de grumes no 61 à no 66 à voie de 70 cm                  | wagon forestier              | Classé     | 1992               | « PM57000529 » | Image manquante Téléverser |
| Abreschviller          | Chemin de fer forestier d'Abreschviller | wagonnet pour le transport d'ouvriers forestiers no 55 à voie de 70 cm                                            | wagon forestier              | Classé     | 1992               | « PM57000530 » | Image manquante Téléverser |
| Abreschviller          | Chemin de fer forestier d'Abreschviller | wagonnet pour le transport d'ouvriers forestiers no 56 à voie de 70 cm                                            | wagon forestier              | Classé     | 1992               | « PM57000530 » | Image manquante Téléverser |
| Grez-sur-Loing         | Tacot des Lacs                          | wagon citerne prismatique Péchot no 10 en voie de 60 cm                                                           | wagon citerne à bogies       | Classé     | 2005               | « PM77002218 » | Image manquante Téléverser |
| Grez-sur-Loing         | Tacot des Lacs                          | Wagon couvert type « boxcar » no 120001 à voie de 60 cm                                                           | wagon couvert à bogies       | Classé     | 2008               | « PM77002243 » | Image manquante Téléverser |
| Grez-sur-Loing         | Tacot des Lacs                          | Wagon plat à ranchers no 180017                                                                                   | wagon plat à bogies          | Classé     | 2008               | « PM77002244 » | Image manquante Téléverser |
| Grez-sur-Loing         | Tacot des Lacs                          | Ensemble de quatre trucks (nl) à traverses pivotante Péchot no 2110, no 2268, no 5864 et no 7109 en voie de 60 cm | Truck à deux essieux         | Classé     | 2005               | « PM77002251 » | Image manquante Téléverser |
| Grez-sur-Loing         | Tacot des Lacs                          | wagon plateforme Péchot no 2839 en voie de 60 cm                                                                  | wagon plat à bogies          | Classé     |                    | « PM77002252 » | Image manquante Téléverser |
| Grez-sur-Loing         | Tacot des Lacs                          | wagon plateforme Péchot no 3331 en voie de 60 cm                                                                  | wagon plat à bogies          | Classé     | 2005               | « PM77002253 » | Image manquante Téléverser |
| Angers                 | Musée du Génie                          | wagon plateforme Péchot no 4448 et no 8988 en voie de 60 cm                                                       | wagon plat à bogies          | Classé     | 2003               | « PM78001225 » | Image manquante Téléverser |
| La Neuville-lès-Bray   | P'tit train de la Haute Somme           | deux wagonnets à benne basculante ex-Cimenterie de Cantin en voie de 60 cm                                        | wagon benne à deux essieux   | Classé     | 1994               | « PM80000680 » | Image manquante Téléverser |
| La Neuville-lès-Bray   | P'tit train de la Haute Somme           | wagon plat ex-Heeresfeldbahn (de) en voie de 60 cm                                                                | wagon plat à bogies          | Classé     | 1995               | « PM80001621 » | Image manquante Téléverser |
| La Neuville-lès-Bray   | P'tit train de la Haute Somme           | ensemble de douze wagon couverts « Pershing » en voie de 60 cm                                                    | wagon couvert à bogies       | inscrit    | 1986               | « PM80005149 » | Image manquante Téléverser |
| Saint-Lieux-lès-Lavaur | Chemin de fer touristique du Tarn       | wagon couvert K3, ex-Tramway de Pithiviers à Toury en voie de 60 cm                                               | wagon couvert à deux essieux | inscrit    | 2015               | « PM81001840 » | Image manquante Téléverser |
| Saint-Lieux-lès-Lavaur | Chemin de fer touristique du Tarn       | wagon couvert « Pershing » en voie de 60 cm                                                                       | wagon couvert à bogies       | inscrit    | 2015               | « PM81001841 » | Image manquante Téléverser |

## Matériel à écartement spécifique
| Commune                   | Lieu | Désignation                                                          | Type                      | Protection | Date de protection | Base Palissy   | Image                      |
| ------------------------- | ---- | -------------------------------------------------------------------- | ------------------------- | ---------- | ------------------ | -------------- | -------------------------- |
| Sainte-Marie (Martinique) |      | wagon tombereau pour le transport de canne à sucre en voie de 117 cm | wagon tombereau à essieux | Classé     | 2001               | « PM97200024 » | Image manquante Téléverser |